# Michael Sapieha
Mikush Julian Claude Sapieha, aussi connu sous le nom de Michael Sapieha, est un acteur et un prince d'origine polonaise et française.

## Biographie
Michael Sapieha est né à Téhéran, en Iran, le 9 octobre 1966. Son père est le prince Jan Pavel Sapieha-Rozanski (1935-2021). Michael a grandi à Londres et est le demi-frère de la princesse Paola Sapieha de Bourbon Orleans e Bragança (1983-) et de la princesse Anna Teresa Sapieha de Bourbon Orleans e Bragança (1981-), filles issues du second mariage du prince Jan avec la princesse Cristina de Orléans e Bragança (1950-). Le prince Michael vit sur l’île de Majorque en Espagne où il travaille en tant que designer d’intérieur. Il parle très bien le français, l'anglais, l'espagnol et le polonais.

## Filmographie
- 1991 : One Against the Wind (téléfilm) : Erich Von Stultsberg (sous le nom de Mikush Alexander)
- 1996 : Marguerite Volant (feuilleton TV) : Capitaine James Elliot Chase
- 1998 : L'Ombre de l'épervier (série télévisée) : French
- 1999 : Revenge of the Land (téléfilm) : Leon
- 1999 : Opération Tango : Lambert Juras
- 2001 : Cauchemar d'amour (série télévisée) : Vlad Mazursky
- 2002 : Random Passage (feuilleton TV) : Frank Norris
- 2003 : Jean Moulin, une affaire française (téléfilm) : John Forster